# Hunter River (Neuseeland)
Der Hunter River (Sprache der Māori: Upokotauia) ist ein Fluss im Queenstown-Lakes District der Region Otago auf der Südinsel von Neuseeland.

## Geographie
Der Hunter River entsteht durch den Zusammenfluss des Hunter River West Branch, der eine Länge von rund 10 km aufweist und rund 880 m südsüdwestlich des 2218 m hohen Mount Pearson auf einer Höhe von rund 1860 m entspringt, und des Hunter River East Branch, der über eine Länge von etwas mehr als 10 km verfügt und rund 1000 m südwestlich des 2391 m hohen Mount Strauchon auf einer Höhe von rund 1370 m entspringt. Beide Berge sind Teil der Southern Alps. Beide Quellflüsse fließen zunächst in eine westliche, südwestliche und dann südliche Richtung, wo sie sich schließlich auf einer Höhe von rund 560 m zum Hunter River vereinigen. Der Hunter River setzt dann in einer südsüdwestlichen Richtung seinen Flussverlauf fort und mündet schließlich nach rund 33 km in einem rund 1000 m breiten Delta in den Lake Hāwea.

## Wanderwege
Der Hunter Valley Track beginnt in dem Tal des Hunter River bei der Ferguson Hut und erstreckt sich über eine Länge von 12,6 km bis zum Zusammenfluss der beiden Hunter River Branches. Das Tal des Hunter River ist über die Dingle Burn Station Road aus erreichbar. Von dem Parkplatz des Dingle Burn Car Park ostseitig des Lake Hāwea aus führt der Dingle Burn Station Road über 32 km (13–16 h) bis zum Mündungsgebiet des Hunter River in den Lake Hāwea. Bis zur Ferguson Hut misst die Strecke dann noch einmal rund 14,5 km (3–4 h).